# Кибел
Кибел (фр. Cubelles) је насељено место у Француској у региону Оверња, у департману Горња Лоара.
По подацима из 2011. године у општини је живело 139 становника, а густина насељености је износила 11,46 становника/km².

## Демографија
| 1962. | 1968. | 1975. | 1982. | 1990. | 2011. |
| ----- | ----- | ----- | ----- | ----- | ----- |
| 203   | 195   | 174   | 155   | 131   | 139   |